# Andrzej Giza
Andrzej Jerzy Giza (ur. 1975) – polski kulturoznawca, animator kultury, badacz dziedzictwa polskich emigrantów (XIX–XXI w.).

## Życiorys
Historyk i historyk sztuki, doktor nauk humanistycznych. Absolwent podyplomowych studiów w Instytucie Kultury Uniwersytetu Jagiellońskiego oraz Instytucie Etnologii i Antropologii Kulturowej UJ. Absolwent Akademii Dziedzictwa przy Międzynarodowym Centrum Kultury i Uniwersytecie Ekonomicznym w Krakowie. W okresie 1997–2004 związany z Biurem Festiwalowym Kraków 2000 – Europejskie Miasto Kultury. W latach 2004–2016 prezes zarządu Fundacji Conspero. Współautor Strategii Promocji Krakowa (2005–2015) oraz projektów upowszechniających polską kulturę podczas międzynarodowych wydarzeń, takich jak: EXPO 2000, EXPO 2005, Nieformalny Szczyt NATO w Krakowie (2009), Igrzyska Olimpijskie w Londynie (2012), Soczi (2014), Rio de Janeiro (2016), Piongczang (2018).
Od roku 2008 dyrektor Stowarzyszenia im. Ludwiga van Beethovena organizującego m.in. Wielkanocny Festiwal Ludwiga van Beethovena oraz Festiwal Kultury Polskiej w Pekinie. Koordynator produkcji cyklicznych Festiwali Krzysztofa Pendereckiego w Warszawie (2008, 2013, 2018). Popularyzator polskiej sztuki współczesnej. Autor kampanii reklamowych Wielkanocnego Festiwalu Ludwiga van Beethovena realizowanych we współpracy z polskimi artystami, m.in. Agatą Bogacką, Tymkiem Borowskim, Ewą Juszkiewicz, Normanem Leto, Bartkiem Materką, Marcinem Maciejowskim, Wilhelmem Sasnalem, Radkiem Szlagą, Jakubem Ziółkowskim. Pomysłodawca i wydawca kwartalnika Beethoven Magazine. Wykładowca akademicki.

## Twórczość
- Kreowanie marek kultury. Historia, współczesność, perspektywy, Wydawnictwo AVALON, Kraków 2023.
- Krzysztof Penderecki (1933-2020), Europejskie Centrum Muzyki Krzysztofa Pendereckiego, Kraków 2022.
- A history of the Polish Consulate in Harbin on the 100th anniversary of its establishment, Wydawnictwo AVALON, Kraków 2020.
- Polacy z Mandżurii. Dzieje polskiej kolonii w Harbinie, Wydawnictwo AVALON, Kraków 2019.

## Nagrody i odznaczenia
- Krzyż Kawalerski Orderu Odrodzenia Polski (2023)[1][2]
- Brązowy Medal „Zasłużony Kulturze Gloria Artis”(2023)[3]
- „Honoris Gratia” za wkład w organizację Wielkanocnego Festiwalu Ludwiga van Beethovena[4]